# هاتون، لانکاشر
هاتون (به انگلیسی: Hutton) یک روستا و محله مدنی در بریتانیا است که در South Ribble واقع شده‌است. هاتون ۲٬۲۷۷ نفر جمعیت دارد.